# Gustaaf Breyne
Pour les articles homonymes, voir Breyne.
Gustaaf Georges Breyne, né le 16 février 1914 à Wervicq et décédé le 14 décembre 1998 à Ypres fut un homme politique belge, membre du PSB.

## Biographie
Gustaaf Breyne fut élu conseiller communal (1947-1958) et échevin (1953-1958) de Wervik, conseiller communal d'Ypres (1959), sénateur provincial de la province de Flandre-Occidentale (1956-1961; 1968-1974), député d'Ypres (1961-1968 ; 1974-1977), membre du parlement européen (1964), ministre de la Famille et du Logement (gouvernement Gaston Eyskens IV 1968-1971), secrétaire d'État au Logement (gouvernement Gaston Eyskens V 1972-1973).
Breyne fut secrétaire local du parti.

## Sources
- Biographie sur ODIS